# Beniflá
Beniflá è un comune spagnolo di 221 abitanti situato nella comunità autonoma Valenciana.